# Неділя Божого Милосердя

Неді́ля Бо́жого Милосе́рдя (лат. Misericordias Domini; англ. Misericordia Sunday; нім. Sonntage der Osterzeit) — в римо-католицькому літургійному календарі 2-а неділя після Воскресіння Господнього (Пасхи). Названа на честь Божого милосердя. Святкується в Західній Європі з Середньовіччя. Офіційне свято з 30 квітня 2000 року для всієї католицької церкви. Цього дня читається псалом 23 (22). За вченням церкви цього дня Христос хоче, щоб ми виконали хоча б один акт любові до ближнього. Інша назва — неділя Доброго Пастиря (лат. Pastor Bonus).

## Історія встановлення
Хоча свято Божого милосердя було відоме здавна, виразне нагадування про необхідність його встановлення записане в Щоденнику св.Фаустини Ковальскої  і датоване 1931 роком. 
Свята Фаустина Ковальска, апостолка Божого милосердя, мала видіння Ісуса, який заповів їй
|  | Прагну, щоб перша неділя після Великодня була Святом Милосердя (Щод. 299). Прагну, щоб Свято Милосердя було притулком і захистком для всіх душ, а особливо для бідних грішників. У цей день відкриті глибини Мого милосердя, ціле море ласк виливаю на душі, які наближаються до джерела Мого милосердя; яка душа приступить до сповіді й св. Причастя, отримає повне відпущення провин і кар; у цей день відчинені всі Божі канали, якими пливуть ласки (Щод. 699). |

|  | Якщо не вшанують Мого милосердя, загинуть навіки...розповідай душам про Моє милосердя, бо наближається страшний день - день Моєї справедливості |

Однак до офіційного встановлення культу Божого милосердя пройде більш ніж півстоліття — від локального вшанування, повної заборони до офіційного визнання після приходу на Апостольский престол Папи Івана Павла ІІ, який у 1978 році відмінив заборону, а у 2002-му встановив святкування Неділі Божого Милосердя

## Значення
Ці великі обітниці ставлять благодать свята Божого милосердя на більш значне місце навіть ніж Таїнства ( крім хрещення). Обітниця прощення гріхів в цей день більша ніж повний відпуст, який полягає у відпущенні тимчасових покарань за вчинені гріхи, але не є відпущенням самих гріхів. Людина, яка у стані освячуючої ласки прийняла Причастя в свято Божого милосердя, відріклася від гріха, довірилася Богу та здійснила акт милосердя (словом, ділом, молитвою), отримує прощення гріхів.
Саме тому католицька церква заохочує до поширення свята, Сповіді та Причастя в цей день.
День святкування — неділя другого тижня після Великодня є також дев'ятим днем після Страсної п'ятниці. Саме в Страсну п'ятницю, в день, коли Боже милосердя перемогло Божу справедливість розпочинається Новенна до Божого милосердя, в якій вірні моляться за все людство.